# Шаруватий напій

Приклад вигляду та властивостей шаруватого напою.

Шаруватий напій, ще відомий як pousse-café, — різновид коктейлю, в якому за допомогою лікерів різної густини створюють масив різнобарвних шарів, зазвичай від двох до семи. Питома густина рідких інгредієнтів зростає з кожним шаром вниз. Лікери з найбільшим вмістом цукрів та найменшим вмістом спирту є найщільнішими, тому їх використовують для нижніх шарів. До них входять фруктові соки та кремові лікери. Напої з найменшою кількістю води та найбільшим вмістом спирту, на кшталт рому з міцністю 75 %, пасують до найвищого, найлегшого шару.
Такі напої готують переважно для естетичного задоволення, аніж для смаку. Їх випивають повністю за один ковток, часом через соломинку. Шаруватий напій необхідно готувати та подавати обережно, аби уникнути змішування; однак, певні шаруваті напої на кшталт шотів зазвичай випивають швидко.

## Приготування
Шари потрібно наливати дуже легенько, щоб запобігти змішуванню. Їх можна наливати поверх вигнутого боку ложки чи по скляному стержню.

## Приклади

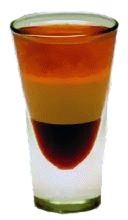
Шари коктейлю Б-52: апельсиновий лікер Grand Marnier поверх ірландського крему на базі кавового лікеру.

- Чорно-коричневий
- Чорний оксамит
- Блакитноока білявка[1]
- Б-52
- Вівсяне печиво
- Слизький сосок
- Текіла санрайз

### Безалкогольні
Лате-мак'ято можна готувати як шаруватий напій.